# Inji Aflatoun
Inji Aflatoun (em árabe: إنجي حسن أفلاطون; Cairo, 16 de abril de 1924 – 17 de abril de 1989) foi uma pintora egípcia e ativista do movimento feminista.
Destacou-se como uma das principais porta-vozes do movimento marxista-progressista-nacionalista-feminista no final da década de 1940 e durante os anos 1950. Além disso, foi uma pioneira da arte moderna egípcia e é reconhecida como uma das mais importantes artistas visuais do Egito.

## Biografia
Aflatoun nasceu no Cairo, em 1924, em uma família muçulmana tradicional que ela descreveu como "semi-feudal e burguesa". Seu pai era entomólogo e proprietário de terras, enquanto sua mãe, formada em moda na França, trabalhava como designer de roupas e fazia parte do comitê feminino da Sociedade do Crescente Vermelho Egípcio.
Seu primeiro contato com o marxismo aconteceu enquanto estudava no Lycée Français du Caire. Seu tutor particular de arte, Kamel el-Telmissany, foi quem a apresentou à vida e às lutas dos camponeses egípcios. El-Telmissany era um dos fundadores do Grupo Arte e Liberdade, um movimento surrealista que influenciou o desenvolvimento artístico de Aflatoun.
Em 1942, ela se juntou ao Iskra, um partido juvenil comunista. Após se formar na Universidade do Cairo, foi cofundadora, junto com Latifa al-Zayyat, da Liga das Jovens Mulheres de Universidades e Institutos, em 1945. Nesse mesmo ano, representou a Liga na primeira conferência da Federação Internacional Democrática de Mulheres, em Paris.
Em 1948, ela escreveu Thamanun milyun imraa ma'ana (Oitenta Milhões de Mulheres Conosco), seguido de Nahnu al-nisa al-misriyyat (Nós, Mulheres Egípcias), em 1949. Esses panfletos políticos populares relacionavam a opressão de classe e de gênero ao imperialismo. Em 1949, tornou-se membro fundadora do Primeiro Congresso do Primeiro Conselho de Paz do Egito e, em 1950, ingressou no Movimento dos Amigos da Paz.
Aflatoun foi presa e mantida em segredo durante a repressão aos comunistas liderada por Gamal Abdel Nasser, em 1959. Após ser libertada, em 1963, com o Partido Comunista Egípcio dissolvido, ela passou a se dedicar principalmente à pintura. Mais tarde, ela declarou: "Nasser, embora tenha me colocado na prisão, era um bom patriota."

## Morte
Aflatoun morreu no Cairo, em 17 de abril de 1989, aos 65 anos.

## Pintura
Durante a escola, Aflatoun gostava de pintar, e seus pais a incentivavam. Seu tutor particular de arte, Kamel el-Telmissany, a apresentou às estéticas surrealista e cubista. Suas pinturas desse período são marcadas pela influência do surrealismo. Mais tarde, Aflatoun relembrou que as pessoas ficavam surpresas com suas obras e se perguntavam "por que uma garota de uma família rica era tão atormentada".
Entre 1946 e 1948, ela parou de pintar, sentindo que suas obras já não correspondiam aos seus sentimentos. No entanto, seu interesse foi renovado após visitar Luxor, Núbia e os oásis egípcios. Durante tais viagens, teve a oportunidade de "entrar nas casas e desenhar homens e mulheres no trabalho". Aflatoun também estudou por um ano com a artista suíça de origem egípcia Margo Veillon.
Nesse período, Aflatoun realizou exposições solo no Cairo e em Alexandria, além de participar da Bienal de Veneza, em 1952, e da Bienal de Arte de São Paulo, em 1956. Em 1956, conheceu e tornou-se amiga do muralista mexicano David Alfaro Siqueiros. Durante o final dos anos 1940 e a década de 1950, sua obra foi fortemente influenciada pelo realismo social do muralismo mexicano.
Mesmo durante sua prisão, ela continuou a pintar. Suas primeiras obras na prisão eram retratos, enquanto as posteriores focaram em paisagens. Após sua libertação, Aflatoun realizou exposições em Roma e Paris, em 1967, e em Dresden, Berlim Oriental, Varsóvia e Moscou, em 1970, além de Sófia, em 1974, Praga, em 1975, e Nova Délhi, em 1979.
Seus trabalhos são conhecidos por "pinceladas vivas e cores intensas", que lembram a alguns observadores artistas como Van Gogh ou Pierre Bonnard. Nas últimas fases de sua carreira, suas obras passaram a usar espaços brancos maiores em torno das formas. Uma coleção de suas pinturas está em exibição no Palácio Amir Taz, no Cairo, enquanto outra pode ser encontrada na Fundação de Arte Barjeel, em Sharjah.

## Legado
Um Google Doodle em 16 de abril de 2019 comemorou o 95º aniversário de Aflatoun.